# فيكتور مانويل رومان ذ رييس
فيكتور مانويل رومان ذ رييس (بالإسبانية: Víctor Manuel Román y Reyes)‏ (و. 1872 – 1950 م) هو سياسي من نيكاراغوا .